# Orle (rivière)
Pour l’article homonyme, voir Orle.
L'Orle est une rivière du sud-ouest de la France, dans le département de l'Ariège et un sous-affluent de la Garonne par le Lez et le Salat.

## Géographie
De 11,1 km de longueur, l'Orle prend sa source dans les Pyrénées en Ariège et se jette dans le Lez à Bonac-Irazein.

## Département et commune traversé
- Ariège : Bonac-Irazein

## Principaux affluents
- Ruisseau de Bularic : 2 km
- Ruisseau de l'Arech : 2,3 km